# Персональный ординариат Пресвятой Девы Марии Южного Креста
Персональный ординариат Пресвятой Девы Марии Южного Креста (англ. The Personal Ordinariate of Our Lady of the Southern Cross ) — персональный ординариат Римско-Католической церкви, созданный Святым Престолом для бывших англикан, проживающих в Австралии и перешедших в католицизм. Персональный ординариат Пресвятой Девы Марии Южного Креста действует на территории Конференции католических епископов Австралии и распространяет свою юрисдикцию на всю территорию страны.

## История
15 июня 2012 года Конгрегация доктрины веры после консультаций с Конференцией католических епископов Австралии учредила Персональный Ординариат Пресвятой Девы Марии Южного Креста, который был создан согласно изданной 4 ноября 2009 года апостольской конституции Anglicanorum Coetibus.
Первым ординарием Персонального ординариата Пресвятой Девы Марии Южного Креста был назначен бывший англиканский епископ Гарри Энтвистл, который 15 июня 2012 года был рукоположён в диакона и затем в этот же день — в священника.

## Ординарии персонального ординариата
- священник Гарри Энтвистл (15.06.2012 — по настоящее время).

## Примечаниe
1. ↑  Personal Ordinariate of Our Lady of the Southern Cross. Дата обращения: 15 июня 2012. Архивировано 20 сентября 2012 года.
2. ↑  Un nouvel ordinariat pour les ex-anglicans (недоступная ссылка) (фр.)
3. ↑  Фотография Гарри Энтвистла (недоступная ссылка) (пол.)

## Источник
- Объявление об учреждении (итал.)